# Хромопласты

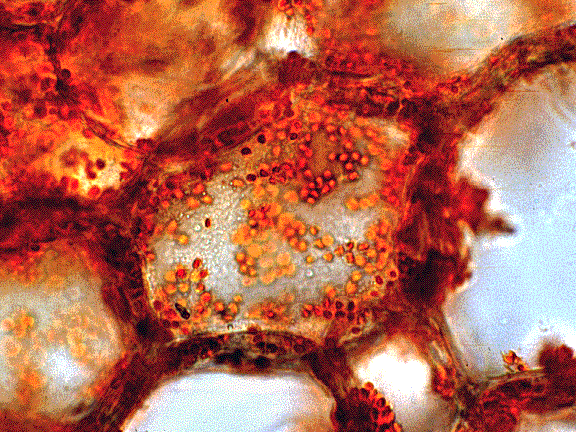
Хромопласты в клетках чёрного перца

Хромопла́сты — жёлтые, оранжевые, красные, иногда коричневые пластиды высших растений.

## Описание
Окраска хромопластов обусловлена наличием комбинации липофильных (жирорастворимых) пигментов — каротиноидов. Синие и фиолетовые (антоцианы) и жёлтые (антохлор) пигменты высших растений водорастворимы и накапливаются в клеточном соке вакуолей.
Хромопласты могут развиваться из хлоропластов, которые теряют хлорофилл и крахмал, что заметно при созревании плодов. Развитие хромопластов связано с активацией ферментов биосинтеза каротиноидов. Неактивные формы этих ферментов как правило присутствуют в строме, а активные формы локализуются в мембранах пластид, где также накапливаются липофильные предшественники каротиноидов.
Пожелтение листьев перед листопадом связано с разрушением хлорофилла и демаскированием уже накопленных в хлоропластах каротиноидов. При этом синтез каротиноидов de novo незначителен. Таким образом, изменение пластид при старении листьев отличается от активного перехода хлоропластов в хромопласты при созревании плодов или формировании окрашенных лепестков. В связи с этим хромопласты, образующиеся при стрессе или старении листьев в результате разрушения хлорофилла, называют геронтопласты.
Хромопласты могут дифференцировать непосредственно из пропластид.
Хромопласты могут редифференцироваться в хлоропласты, что часто наблюдается при освещении базальной части корнеплода моркови.
Хромопласты придают яркий цвет созревшим цветкам и плодам, что необходимо для привлечения насекомых-опылителей и животных, которые разносят их семена.